# Amimone
Na Mitologia grega, Amimone, ("sem-culpa"), é uma das cinquenta filhas de Dânao, e uma das Danáides. O nome de sua mãe era Europa, uma rainha, e suas irmãs (por parte de pai e mãe) eram Automate, Agave e Ésceas.
É algumas vezes identificada com Hipernestra ("grande casamento"). Pseudo-Apolodoro e Higino, no entanto, mencionam ambas nas suas listas de filhas de Dânao.
Argos sofreu uma seca, porque Posídon havia secado os poços após Ínaco ter testemunhado que a terra pertencia a Hera. Dânao enviou suas filhas para trazerem água, ou, segundo Higino, ele enviou Amimone para trazer água para o ritual sagrado. Durante a sua busca, Amimone se cansou e dormiu, e foi atacada por um sátiro que tentou violá-la. ou ela atirou um dardo em um cervo e acertou um sátiro que dormia, e este tentou violentá-la. Pediu então auxílio a Posídon, que apareceu e atingiu o sátiro com seu tridente. Este, para a seduzir e possuí-la, fez jorrar uma fonte de água com o seu tridente, formando um lago chamado Lerna ou primeiro ela se deitou com o deus, e depois ele mostrou as nascentes de Lerna.  Desta união nasceu Náuplio.
Casou com *Midano, ou Encelado  na festa em que os cinquenta filhos de Egito se casaram com as cinquenta filhas de Dânao, irmão de Egito, e, junto com quarenta e nove de suas irmãs, matou o marido; apenas Hipermnestra poupou o marido Linceu.
Depois da morte de Dânao, suas filhas se casaram com homens de Argos.

## Árvore Genealógica
|  |  |  |  |          |          |          |          |          |          | Dânao   | Dânao | Dânao | Dânao | Dânao | Dânao |         |         |         |         |         |         | Europa | Europa | Europa   | Europa   | Europa   | Europa   |          |          |  |  |       |       |       |       |       |       |  |  |        |        |        |        |        |        |  |  |  |  |  |  |  |  |
|  |  |  |  |          |          |          |          |          |          | Dânao   | Dânao | Dânao | Dânao | Dânao | Dânao |         |         |         |         |         |         | Europa | Europa | Europa   | Europa   | Europa   | Europa   |          |          |  |  |       |       |       |       |       |       |  |  |        |        |        |        |        |        |  |  |  |  |  |  |  |  |
|  |  |  |  |          |          |          |          |          |          |         |       |       |       |       |       |         |         |         |         |         |         |        |        |          |          |          |          |          |          |  |  |       |       |       |       |       |       |  |  |        |        |        |        |        |        |  |  |  |  |  |  |  |  |
|  |  |  |  |          |          |          |          |          |          |         |       |       |       |       |       |         |         |         |         |         |         |        |        |          |          |          |          |          |          |  |  |       |       |       |       |       |       |  |  |        |        |        |        |        |        |  |  |  |  |  |  |  |  |
|  |  |  |  | Poseidon | Poseidon | Poseidon | Poseidon | Poseidon | Poseidon |         |       |       |       |       |       | Amimone | Amimone | Amimone | Amimone | Amimone | Amimone |        |        | Automate | Automate | Automate | Automate | Automate | Automate |  |  | Agave | Agave | Agave | Agave | Agave | Agave |  |  | Ésceas | Ésceas | Ésceas | Ésceas | Ésceas | Ésceas |  |  |  |  |  |  |  |  |
|  |  |  |  | Poseidon | Poseidon | Poseidon | Poseidon | Poseidon | Poseidon |         |       |       |       |       |       | Amimone | Amimone | Amimone | Amimone | Amimone | Amimone |        |        | Automate | Automate | Automate | Automate | Automate | Automate |  |  | Agave | Agave | Agave | Agave | Agave | Agave |  |  | Ésceas | Ésceas | Ésceas | Ésceas | Ésceas | Ésceas |  |  |  |  |  |  |  |  |
|  |  |  |  |          |          |          |          |          |          |         |       |       |       |       |       |         |         |         |         |         |         |        |        |          |          |          |          |          |          |  |  |       |       |       |       |       |       |  |  |        |        |        |        |        |        |  |  |  |  |  |  |  |  |
|  |  |  |  |          |          |          |          |          |          | Náuplio |       |       |       |       |       |         |         |         |         |         |         |        |        |          |          |          |          |          |          |  |  |       |       |       |       |       |       |  |  |        |        |        |        |        |        |  |  |  |  |  |  |  |  |